# Huaben
Huaben (dosł. ’podstawa opowieści’) – chińskie opowiadania plebejskie o tematyce obyczajowo-społecznej z epoki dynastii Song (960–1279).
Teksty takie wykorzystywane były przez ulicznych opowiadaczy. Geneza gatunku nie jest jasna. Wedle jednej teorii opowiadania były tworzone ustnie przez niepiśmiennych autorów, a następnie zapisywane i wydawane. Druga koncepcja mówi, że teksty huaben powstawały w formie pisanej jako materiał pomocniczy dla ulicznych opowiadaczy, a ich autorami byli wyspecjalizowani w tym zakresie autorzy.
Najstarszy zachowany zbiór Jingben tongsu xiashuo (Stołeczny zbiór popularnych powieści) zawiera siedem utworów, głównie opisujących współczesne wydarzenia. Każde z opowiadań poprzedzone jest krótkim wstępem, mającym zachęcić publiczność do wysłuchania całości.
Elementy huaben wykorzystywane były także w opowieściach późniejszych epok Yuan i Ming. Mimo że utwory takie były przeznaczone już tylko do czytania, zawierały jednak pewne rozwiązania charakterystyczne dla recytacji. Późniejsze utwory huaben są znane głównie z kilku zbiorów wydanych w czasach dynastii Ming. Czterdzieści najlepszych opowiadań huaben weszło w skład poczytnej antologii Jingu qi guan (Przegląd dawnych i nowych wydarzeń osobliwych).